# Justo Villar
Justo Wilmar Villar Viveros (Cerrito, 30 de junho de 1977) é um ex-futebolista paraguaio que atuava como goleiro. Seu último clube foi o Nacional do Paraguai. Durante sua longa passagem pela Seleção Paraguaia entre os anos de 1999 a 2018, Villar atuou em 120 jogos.

## Carreira
Villar integrou a Seleção Paraguaia de Futebol na Copa América de 1999.
Villar ganhou destaque na campanha paraguaia na disputa da Copa América 2011, quando salvou o Paraguai em todas as partidas até a final da Copa.

### Copa 2010
Depois de ser reserva de Chilavert na Copa de 2002 e se machucar no início do jogo entre Inglaterra e Paraguai pela primeira rodada do grupo B da Copa de 2006, o goleiro paraguaio pode finalmente jogar como titular uma Copa do Mundo, além de ter sido capitão da equipe que fez história na África. A seleção do Paraguai terminou em primeiro no grupo F, tendo empatado em 1x1 com a Itália na estreia, vencido a Eslováquia por 2x0 no jogo seguinte e empatado em 0x0 com a Nova Zelândia que seja, curiosamente, a única equipe a deixar aquela copa invicta, que também havia empatado com Itália e Eslováquia, ambos por 1x1 na terceira rodada.
Nas oitavas, a equipe tornou a empatar em 0x0, dessa vez com o Japão, que havia sido o segundo colocado do grupo E da competição. Na disputa por pênaltis, os paraguaios levaram a melhor: converteram todas as penalidades e viram o rival errar uma: Vitória por 5 a 3. Nas inéditas quartas de final, os paraguaios endureceram para a Espanha, que viria a ser a campeã do torneio. O jogo terminou em 1x0 para os espanhóis, com gol de David Villa e direito a duas defesas de pênaltis. Quando o jogo ainda estava 0 a 0, Óscar Cardozo sofreu pênalti de Gerard Piqué, cobrou mal e viu o goleiro Casillas defender. Logo no lance seguinte, o árbitro marcou um pênalti para os espanhóis. Xabi Alonso converteu, porém, o juiz mandou voltar e Villar fez a defesa. Essa foi a melhor participação do Paraguai em um mundial de futebol na história.

## Títulos
Libertad
- Campeonato Paraguaio: 2002, 2003

Newell's Old Boys
- Campeonato Argentino (Apertura): 2004

### Prêmios individuais
- Melhor goleiro da Copa América 2011